# Tour of China II 2016
Die 13. Tour of China II 2016 war ein chinesisches Straßenradrennen. Das Etappenrennen fand vom 18. bis zum 25. September 2016 statt. Zudem gehörte das Radrennen zur UCI Asia Tour 2016 und dort in der Kategorie 2.1 eingestuft.

## Wertungstrikots
| Etappe         | Etappensieger  | Gesamtwertung        | Punktewertung  | Bergwertung        | Bester Chinese | Teamwertung                   |
| -------------- | -------------- | -------------------- | -------------- | ------------------ | -------------- | ----------------------------- |
| Prolog         | Thomas Rabou   | Thomas Rabou         | nicht vergeben | nicht vergeben     | Meiyin Wang    | Wisdom-Hengxiang Cycling Team |
| 1              | Marco Benfatto | Nicolas Marini       | Marco Benfatto | Olexander Poliwoda | Meiyin Wang    | Wisdom-Hengxiang Cycling Team |
| 2              | Tino Thömel    | Nicolas Marini       | Nicolas Marini | Rune Almindsø      | Meiyin Wang    | Wisdom-Hengxiang Cycling Team |
| 3              | Luke Mudgway   | Riccardo Stacchiotti | Nicolas Marini | Rune Almindsø      | Meiyin Wang    | Wisdom-Hengxiang Cycling Team |
| 4              | Marco Benfatto | Marco Benfatto       | Marco Benfatto | Stanislau Baschkou | Meiyin Wang    | Wisdom-Hengxiang Cycling Team |
| 5              | Marco Benfatto | Marco Benfatto       | Marco Benfatto | Stanislau Baschkou | Meiyin Wang    | Wisdom-Hengxiang Cycling Team |
| Wertungssieger | Wertungssieger | Marco Benfatto       | Marco Benfatto | Stanislau Baschkou | Meiyin Wang    | Wisdom-Hengxiang              |